# Kung Fury
Kung Fury är en svensk actionkomedikortfilm från 2015, skriven och regisserad av David Sandberg, som också spelar huvudrollen. 
Filmen har hämtat inspiration från 1980-talets polisfilmer och har till största delen finansierats via Kickstarter, där den blivit det största projektet i Sverige med 4,3 miljoner insamlade kronor. Filmen hade världspremiär den 22 maj 2015 under Filmfestivalen i Cannes, samt TV-premiär på SVT2 den 28 maj samma år. Samma datum lanserades den också online på Youtube och SVT Play. Den 18 januari 2016 vann den en Guldbagge för bästa kortfilm 2015.

## Handling
Kung Fury är kampsportare och polis i 1980-talets Miami. När hans kollega dödas i tjänsten får Kung Fury superkrafter, som gör honom till den störste kung fu-mästaren genom tiderna. Situationen förvärras dock när en av de farligaste kung fu-mästarna genom tiderna, Adolf Hitler, även känd som "Kung Führer", dödar personalen vid polisstationen där Kung Fury arbetar. Kung Fury tar då hjälp av Hackerman, som hjälper honom att hacka sig tillbaka i tiden, för att döda Hitler och förgöra det nazistiska imperiet en gång för alla.

## Rollista
| David Sandberg      | – Kung Fury                              |
| Jorma Taccone       | – Adolf Hitler / Kung Führer             |
| Steven Chew         | – Dragon                                 |
| Leopold Nilsson     | – Hackerman                              |
| Andreas Cahling     | – Thor (dubbad av Per-Henrik Arvidius)   |
| Erik Hörnqvist      | – Triceracop (dubbad av Frank Sanderson) |
| Per-Henrik Arvidius | – Chief                                  |
| Eleni Karlsson      | – Barbarianna                            |
| Helene Ahlson       | – Katana (dubbad av Yasmina Suhonen)     |
| Magnus Betnér       | – Överste Reichstache                    |
| Björn Gustafsson    | – Menig Lahmstache                       |
| David Hasselhoff    | – Hoff 9000 (röst)                       |
| Frank Sanderson     | – Cobra / Dinomite                       |
| Mattias Collin      | – Police Officer                         |

## Om filmen

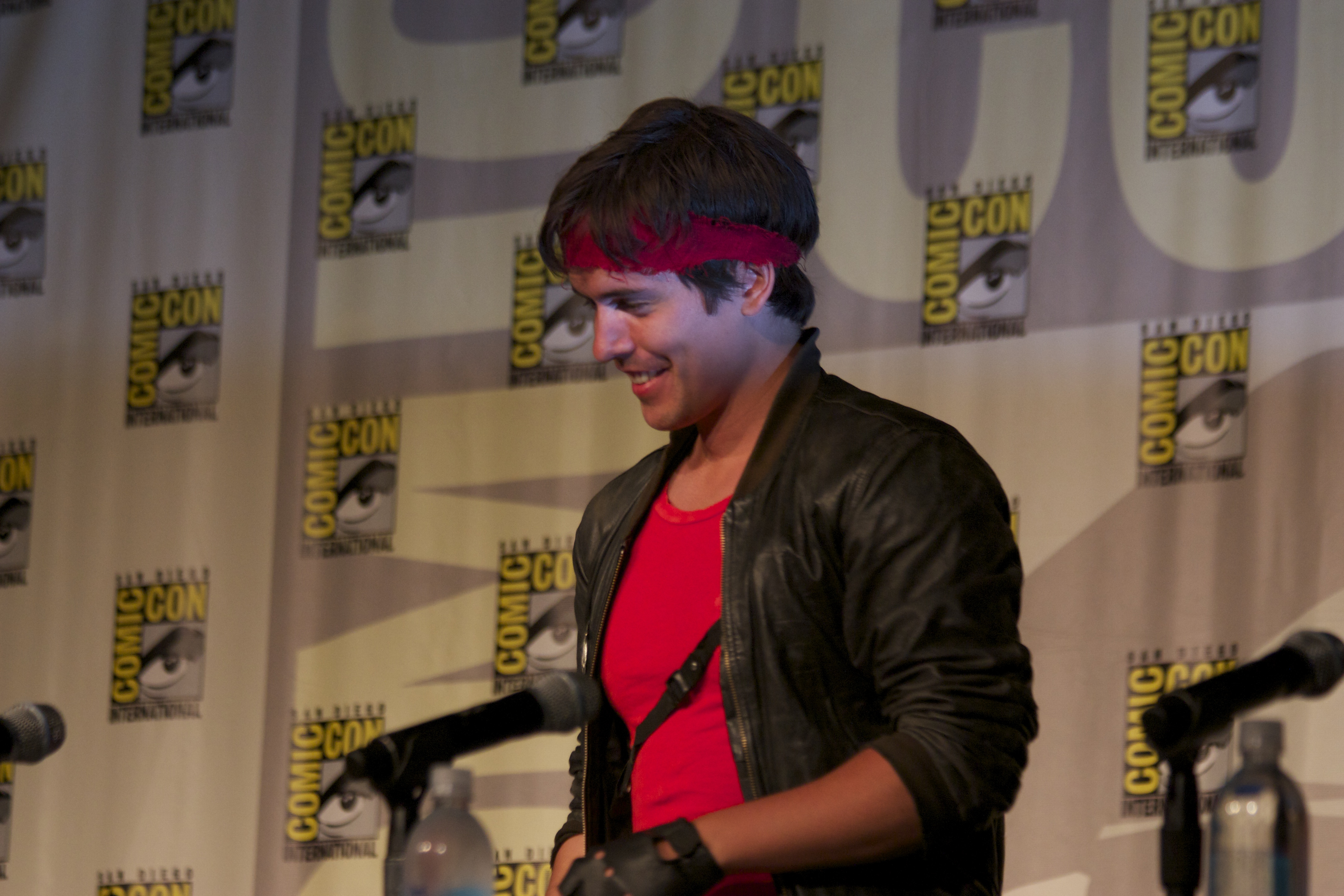
Filmens regissör David Sandberg utklädd till Kung Fury under mässan San Diego Comic-Con International 2015.

Mycket av Kung Fury har filmats framför greenscreen i Umeå (där David Sandberg bor), vilket medfört en omfattande postproduktion. I april 2015 meddelades att filmens ledmotiv "True Survivor" framförs av den amerikanske skådespelaren och sångaren David Hasselhoff. En musikvideo släpptes i samband med tillkännagivandet.
Kung Fury blev inbjuden till Filmfestivalen i Cannes 2015 där den tävlade i sektionen Quinzaine des Réalisateurs (Director's Fortnight), och fick en positiv recension i filmtidningen Variety.
Inom loppet av tre dygn från dess premiär fick filmen drygt 10 miljoner visningar på Youtube.

## Soundtrack
Soundtracket till filmen gjordes av de svenska synthwave-artisterna Mitch Murder och Lost Years. Sångaren David Hasselhoffs musikvideo till ledmotivet "True Survivor" släpptes den 16 april 2015.
Det officiella soundtrackalbumet släpptes som digital nedladdning den 29 maj 2015 och på vinylskiva den 24 juli samma år.

### Låtlista
| Nr           | Titel             | Kompositör                     | Artist            | Längd |
| ------------ | ----------------- | ------------------------------ | ----------------- | ----- |
| 1.           | Kung Fury         | Mitch Murder                   | Mitch Murder      | 3:11  |
| 2.           | True Survivor     | Jörgen Elofsson & Mitch Murder | David Hasselhoff  | 3:41  |
| 3.           | West Side Lane    | Lost Years                     | Lost Years        | 3:50  |
| 4.           | Redlining 6th     | Betamaxx                       | Betamaxx          | 2:57  |
| 5.           | Face Puncher      | Mitch Murder                   | Mitch Murder      | 1:27  |
| 6.           | The Final Stretch | Mitch Murder                   | Mitch Murder      | 5:08  |
| 7.           | Careful Shouting  | Highway Superstar              | Highway Superstar | 3:30  |
| 8.           | Enter the Fury    | Mitch Murder                   | Mitch Murder      | 3:57  |
| 9.           | Power Move        | Mitch Murder                   | Mitch Murder      | 3:05  |
| 10.          | Phoenix Rising    | Lost Years                     | Lost Years        | 5:26  |
| 11.          | From the Future   | Mitch Murder                   | Mitch Murder      | 3:54  |
| 12.          | Barbarianna       | Christoffer Ling               | Christoffer Ling  | 1:46  |
| 13.          | Nuclear           | Lost Years                     | Lost Years        | 5:20  |
| Total längd: | Total längd:      | Total längd:                   | Total längd:      | 47:12 |

## Datorspel
Kung Fury: Street Rage är ett tillhörande datorspel som gjordes tillgängligt samtidigt som filmen. Det utgavs av Hello There AB och har likheter med andra beat 'em up-spel, exempelvis Streets of Rage, Double Dragon och Final Fight. Genom att trycka vänster eller höger utför spelaren attacker i de olika riktningarna. Kung Fury: Street Rage släpptes på Google Play, App Store, Windows Store och Steam.

## Framtid
I maj 2016 offentliggjorde Laser Unicorns att Kung Fury II The Movie är under utveckling.
Sandberg samarbetar med producenterna Seth Grahame-Smith och David Katzenberg på en långfilmsversion av Kung Fury. I en intervju med tidskriften Entertainment Weekly uppgav han att projektet inte skulle innehålla material från kortfilmen men att det skulle utspela sig samma universum. I februari 2018 tillkännagavs att Michael Fassbender och Arnold Schwarzenegger var klara för medverkan i filmen tillsammans med David Hasselhoff.
Våren 2025 framkom att långfilmsversionen i princip varit färdig sedan flera år, men av olika skäl ännu inte fått sin premiär.